# 丹尼尔·福克斯 (游泳运动员)
丹尼尔·福克斯（英語：Daniel Fox，1994年5月21日—），澳大利亚男子游泳运动员。他曾代表澳大利亚参加2012年和2016年夏季残疾人奥林匹克运动会游泳比赛，获得一枚银牌和一枚铜牌。